# Voyant Tools
 Voyant Tools es una aplicación web de código abierto para realizar análisis de corpus de texto. Admite la lectura académica y la interpretación de textos o corpus, en particular por parte de académicos en humanidades digitales, pero también por parte de estudiantes y el público en general. Los textos que componen el corpus se pueden crear a partir de documentos online o subidos por los usuarios. Voyant tiene una gran base de usuarios internacionales: solo en octubre de 2016, el servidor principal de Voyant tuvo 81 686 páginas vistas desde 156 países, invocando la herramienta 1 173 252 veces.
Voyant "fue concebido para mejorar la lectura a través de análisis de texto liviano, como listas de frecuencia de palabras, gráficos de distribución de frecuencia y visualizaciones KWIC". Su interfaz está compuesta por paneles que realizan estas diferentes tareas analíticas. Estos paneles también se pueden incrustar en textos web externos (por ejemplo, un artículo web podría incluir un panel Voyant que crea una nube de palabras a partir de él). El libro Hermeneutica: Computer-Assisted Interpretation in the Humanities demuestra diferentes enfoques para el análisis de textos utilizando Voyant.
Voyant Tools fue desarrollado por Stéfan Sinclair (McGill) y Geoffrey Rockwell (Universidad de Alberta) y continúa actualizándose. Se desarrolló a partir de herramientas de análisis de texto anteriores, incluidas HyperPo, Taporware y TACT. Los colaboradores han incluido a Andrew MacDonald, Cyril Briquet, Lisa Goddard y Mark Turcato.
Los investigadores han utilizado Voyant Tools para analizar textos en una amplia variedad de contextos, incluidos la literatura, la enseñanza de idiomas, la asistencia sanitaria, y la arquitectura de sistemas. Black ha señalado que "el proyecto Voyant Tools es una fuente excelente para aprender sobre los tipos de datos que los humanistas pueden extraer de fuentes de Internet porque ya admite la extracción de texto de páginas web".
Varios proyectos internacionales de humanidades digitales están ejecutando Voyant en sus propios servidores. Estos incluyen el proyecto francés Huma-Num, el italiano CNR ILC y el proyecto alemán DARIAH-DE .